# Parandsem

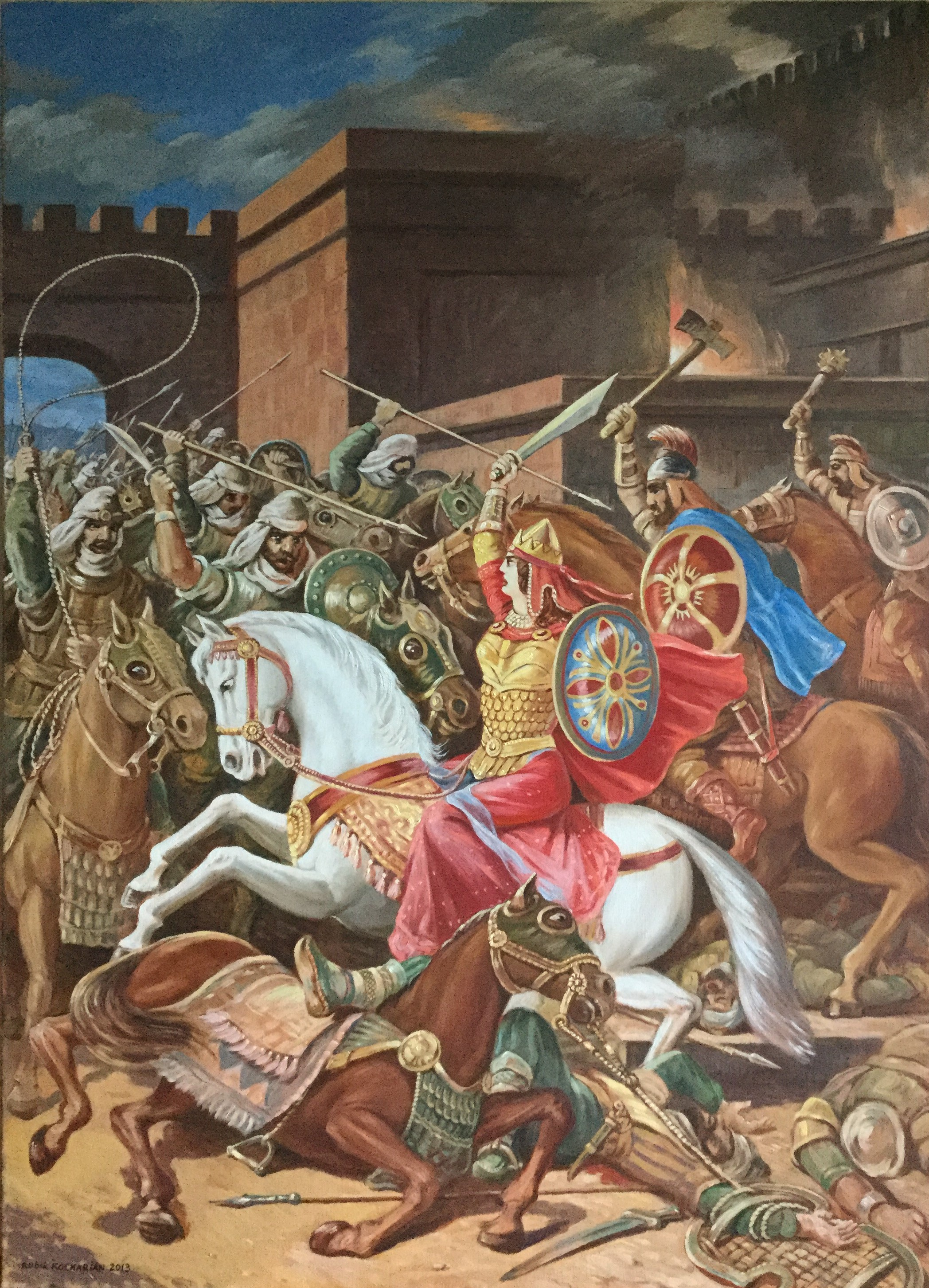
Die letzte Schlacht der Königin Pharandzem, von Rubik Kocharian 2013.

Parandsem (armenisch Փառանձեմ, auch: Pharantzem, P’arhanjem Parantzem Pharandsem Paranjem und Parandzem of Siwnik’ (Siunik) bl. 4. Jahrhundert, gest. Winter 369/370) war eine Königin von Armenien durch ihre Heirat mit Arshak II. Während der Abwesenheit ihres Mannes und Sohnes 368 bis 370 war sie Regentin des Landes und wurde berühmt für ihre Verteidigung der Festung Artogerassa gegen die Perser.

## Leben

### Jugend
Parandsem stammte aus dem Gebiet der Provinz Sjunik im antiken Armenien. Sie war die Tochter von Andovk (Andok/Antiochus), einem Nacharar aus der Dynastie der Siunia. Durch ihren Vater war Parandsem Nachfahrin von Sisak. Ihr Onkel väterlicherseits, Valinak Siak (~ 330), war der erste bekannte Nacharar der Siunia-Dynastie in Sjunik, während Valinaks Nachfolger und Bruder, Parandsems Vater, Andovk um 340 Naxarar von Sjunik wurde. Parandsems Mutter war eine ungenannte Adlige aus der Familie der Mamikonjan und sie hatte mindestens einen bekannten Bruder, Babik (Bagben), der um 379 Nacharar von Sjunik war. Über ihre Jugend ist wenig bekannt, außer dass ihre Schönheit und Bescheidenheit gepriesen wurden.

### Erste Heirat
Parandsem heiratete 359 den Arsakidenfürsten Gnel (Գնել Արշակունի), einen Sohn von Tiridates, dessen Bruder der Fürst Arschak II. war. Während der Regierungszeit von Arschak II. war Gnel ein beliebter Fürst und wurde als möglicher Nachfolger seines Onkels angesehen.
Der Ruf von Parandsems Schönheit hatte sich verbreitet und wurde zum Problem, weil Gnels Cousin väterlicherseits, Tirid, sich leidenschaftlich in sie verliebt hatte und sie als seine Frau haben wollte. Er suchte einen Weg, gegen seinen Cousin Gnel zu intrigrieren und machte sich an Arschak II. heran. Er sagte: „Gnel will herrschen. Er möchte dich töten. Alle Großen, die Nacharark und die Azatkʿ mögen Gnel und alle Nacharark des Landes bevorzugen seine Herrschaft gegenüber der deinen. Sie sagen: ‘Schau und sieh, wass du tust, König, so dass du dich selbst retten kannst’“. Arschak glaubte den Worten von Tirid. Er erzürnte und fand die Aussagen von Tirid bestätigt.

### Mord an Gnel
Arschak war römischer Vasallenkönig von Armenien von 350 bis 368. Bis zum Tod von Gnel war er ihm übel gesonnen und er versuchte mehrfach, ihn zu verfolgen und gegen ihn zu intrigieren. Gnel dagegen floh mit Parandsem vor Arschak. Letztendlich tötete Arschak Gnel am Fest Nawasard (im August), nachdem er seinen Neffen und Parandsem unter einem falschen Vorwand an den Festort Shahapivan, an einen der eingefriedeten Jagdgründe der Arsakiden, gelockt hatte. Arschak gab vor, sich mit Gnel versöhnen zu wollen. Als Gnel von Arschaks Soldaten gefangen worden war, wurde er zum Berg Lsin gebracht, wo er hingerichtet wurde. Nach seinem Tod und Begräbnis erließ Arschak den Befehl, seinen Neffen zu betrauern, und er selbst trauerte auch. Parandsem trauerte laut klagend und zerriss ihre Kleider.
Tirid hatte somit seinen Cousin beseitigt, aber er war nicht fähig, seine Lust nach Parandsem zu zügeln. Er sandte ihr mit einem Boten eine Nachricht, in der er schrieb: „Trauere doch nicht so sehr, ich bin ein viel besserer Mann als er war. Ich liebte dich und daher habe ich ihn verraten, dass er getötet wurde, damit ich dich heiraten kann.“ Ihre Trauer wurde dadurch noch stärker. Sie schrie und riss sich die Haare aus und klagte, dass ihr Mann ihretwegen gestorben war.
Als Arschak die Klagen Parandsems hörte, begann er zu verstehen, dass Tirid eine Intrige geplant hatte und dass der Tod von Gnel sinnlos gewesen war. Arschak war beschämt und bereute die Ermordung von Gnel. Eine Weile lang unternahm er noch nichts gegen Tirid. Dann sandte Tirid ihm eine Nachricht: „König, Ich möchte, dass du befiehlst, dass es mit erlaubt ist, Gnels Frau zu heiraten“ (“King, I want you to order that I be allowed to marry Gnel’s wife)”. Arschak sagte darauf zu sich: „Jetzt weiß ich sicher, dass das, was ich hörte richtig ist. Gnels Tod geschah wegen seiner Frau“ (“Now I know for sure that what I have heard is accurate. Gnel’s death occurred for his wife)”. Arschak plante, Tirid zu töten aus Rache für Gnels Ermordung. Als Tirid davon hörte, fürchtete er sich so sehr, dass er noch in der Nacht floh. Arschak erfuhr, dass Tirid geflohen war und befahl seinen Soldaten Tirid zu finden und ihn zu töten. Seine Soldaten ergriffen Tirid in dem Wald im Distrikt Basen und töteten ihn dort.

### Zweite Heirat
Nach dem Tod von Tirit heiratete Arschak Parandsem. Sie war seine zweite Frau. Seine erste Frau war die griechisch-kretische Adlige Olympias (Ὀλυμπιάς), die er als kaiserliche Braut vom römischen Kaiser Constantius II. erhalten hatte, denn Arschak wurde vom Kaiser stark privilegiert, welcher ihn als einen Verbündeten Roms betrachtete.
Auch wenn die Römer Olympias als legitime Frau von Arschak betrachteten, liebte er auch Parandsem. Parandsem dagegen verachtete Arschak. Sie sagte über ihn: „Er ist behaart und seine Farbe ist dunkel“ (“Physically, he is hairy, and his color is dark”). Arschak liebte Olympias mehr als Parandsem. Aber durch ihre Heirat mit Arschak wurde Parandsem eine armenische Königin und erhielt viel Macht, Gelder und sie wurde eine einflussreiche Frau in der armenischen Gesellschaft.
Einige Zeit nach ihrer Heirat mit Arschak wurde Parandsem schwanger. 360 gebar sie Arschak einen Sohn, den sie Papas (Pap) (Պապ) nannte. Papas war das einzige bekannte Kind von Parandsem und das einzige bekannte Kind von Arschak, welches er während seiner Zeit als armenischer König zeugte. Anob, sein erster Sohn stammte noch aus einer Verbindung vor seiner Zeit as König.

### Königin von Armenien
Da Arschak nach persischer Sitte mehr als eine Frau hatte, war Parandsem böse auf Olympias und beneidete sie. Nach der Geburt ihres Sohnes intrigierte Parandsem gegen Olympias und ließ sie vergiften. 361 hatte Parandsem arrangiert, dass Olympias durch vergiftete Kommunionssakramente von einem Priester des königlichen Hofes ermordet wurde. Olympias war nämlich extrem vorsichtig in ihrer Ernährung. Sie nahm nur Essen und Getränke von ihren eigenen Zofen an. Die Umgangsweise, die Taten von Parandsem und Arschak, vor allem die Morde an Gnel, Tirid, Olympias und möglicherweise auch die Ermordung des früheren Königs Tigranes VII. (Tiran, Տիրան) hatten den Katholikos Nerses erzürnt. Die Kirche war völlig vom königlichen Hof von Arschak entfremdet, und Nerses kam zu Lebzeiten von Arschak niemals an den Hof. Obwohl Parandsem gegenüber sassanidischem Einfluss feindlich eingestellt war, machte ihr Komplott gegen Olympias die armenische Politik für christliche Interessen verhasst und sie galt als gottlose Frau. Nach dem Tod von Olympias wurde Parandsem endgültig Königin von Armenien.
In den Jahren 367 oder 368 hatte sich der Sassanidenkönig Schapur II. einen verräterischen Plan ausgedacht, um Arschak als politischen Gefangenen zu bekommen. Arschak starb in Gefangenschaft. Das war Teil von Schapurs Plan, Armenien ein und für alle Male einzunehmen. Schapur stand in militärischem Konflikt mit den römischen Kaisern Jovian und Valens und diplomatische Verhandlungen waren gescheitert. Nach der Gefangennahme Arschaks sandte er seine Armee, um Armenien zu erobern.

### Verteidigung von Artogerassa
Als die sassanidische Armee in Armenien einmarschierte, nahmen Parandsem und ihr Sohn Papas den armenischen Schatz und verbargen sich in der Festung Artogerassa, die von Truppen von Azatk verteidigt wurde. Die Invasion in Armenien wurde von Cylaces (auch: Cylax Zig) und Artabanes (auch: Artabnan Karen) angeführt, zwei Armeniern, die zu Schapur übergelaufen waren. Cylaces und Artabanes wurden auch von den armenischen Adligen Vahan Mamikonian und Meruzhan Artsruni unterstützt, die ebenfalls zu Schapur übergelaufen waren. Schapur wollte die Herrschaft der Arsakiden in Armenien auslöschen und die Dynastie durch persische Beamte und traditionelle armenische Aristokraten ersetzen.
Parandsem konnte erste Verhandlungen mit Cylaces und Artabanes um die Übergabe der Festung führen. Parandsem wandte sich an sie im Namen ihres Ehemannes. Cylaces und Artabanes liefen wieder von Schapur zu Parandsem über und Papas wurde zur Sicherheit nach Anatolien an den Hof von Valens gesandt. Papas konnte aus dem Exil bei Valens Nachrichten an seine Mutter zu senden, die ihn ermutigten, auf seine Rettung zu warten.
Valens wirkte darauf hin, Papas wieder auf den Thron der Arsakiden zu bringen und die Armee Schapurs aus Armenien zu entfernen. Als Schapur von Papas’ Wiedereinsetzung in Armenien erfuhr, konzentrierte er sich auf die Gefangennahme von Parandsem. Er beendete die Belagerung der Festung Artogerassa und fiel in Armenien ein. Die persischen Truppen eroberten schließlich Armenien und nahmen nach zwei Jahren auch die Festung ein. Parandsem verteidigte sich und Armenien zwei Jahre lang tapfer gegen Schapur, obwohl Hunger und Krankheit nur wenige Überlebende von 11.000 Soldaten und 6.000 Frauen zurückgelassen hatten, die sich in die Festung zurückgezogen hatten.
Parandsem wurde mit dem armenischen königlichen Schatz gefangen genommen und zum Palast von Schapur gebracht. Sshapur wollte Armenien und das römische Imperium demütigen und gab Parandsem an seine Soldaten, die sie brutal vergewaltigten, bis sie starb. Nach ihrem Tod wurde Papas von Valens in sein armenisches Königtum wieder eingesetzt.